# The Ultimate Fighter: Heavyweights Finale
The Ultimate Fighter: Heavyweights Finale（ジ・アルティメット・ファイター：ヘヴィウェイツ・フィナーレ、別名The Ultimate Fighter 10 Finale）は、アメリカ合衆国の総合格闘技団体「UFC」の大会の一つ。本大会はリアリティ番組「The Ultimate Fighter」シーズン10のフィナーレとして、2009年12月5日、ネバダ州ラスベガスのザ・パールで開催された。
大会メインイベントではロイ・ネルソン対ブレンダン・ショーブのTUFシーズン10決勝戦が行われた。

## 大会概要
TUFシーズン10ヘビー級トーナメント決勝ではネルソンがショーブをKOで下し、シーズン10優勝者となった。
プロデビュー以来11連勝中であったマット・ヴィーチは、フランク・エドガーにチョークスリーパーで一本負けでキャリア初黒星を喫した。
予定されていたホジマール・パリャーレス対ルシオ・リニャーレスのミドル級戦は、後発のUFC 107に延期された。
大会はメインカード全試合と、プレリミナリィカードのうち第1、第5試合の計7試合がSpike TVによって無料放送された。
元IFL世界ヘビー級王者ロイ・ネルソン、キャリア10戦全勝のダリル・スクーノヴァー、9戦全勝のロドニー・ウォーラス、8戦無敗のジョー・ブラマーがUFCデビュー。

## 試合結果

### プレリミナリィカード
第1試合 ライト級 5分3R
○  マーク・ボーチェック vs.  ジョー・ブラマー ×
1R 3:36 チョークスリーパー
第2試合 ウェルター級 5分3R
○  ジョン・ハワード vs.  デニス・ホールマン ×
3R 4:55 KO（パウンド）
第3試合 ライトヘビー級 5分3R
○  ブライアン・スタン vs.  ロドニー・ウォーラス ×
3R終了 判定3-0（30-27、29-28、29-28）
第4試合 ヘビー級 5分3R
○  ジョン・マドセン vs.  ジャスティン・レン ×
3R終了 判定2-1（30-27、28-29、29-28）
第5試合 ヘビー級 5分3R
○  ジェームス・マクスウィーニー vs.  ダリル・スクーノヴァー ×
3R 3:20 TKO（レフェリーストップ：パウンド）

### メインカード
第6試合 ヘビー級 5分3R
○  マット・ミトリオン vs.  マーカス・ジョーンズ ×
2R 0:10 KO（右フック→パウンド）
第7試合 ライト級 5分3R
○  フランク・エドガー vs.  マット・ヴィーチ ×
2R 2:22 チョークスリーパー
第8試合 キャッチウェイトバウト（215ポンド） 5分3R
○  キンボ・スライス vs.  ヒューストン・アレクサンダー ×
3R終了 判定3-0（29-28、29-28、30-27）
第9試合 ライトヘビー級 5分3R
○  マット・ハミル vs.  ジョン・ジョーンズ ×
1R 4:14 反則（垂直方向の肘打ち）
第10試合 TUF 10ヘビー級トーナメント 決勝 5分3R
○  ロイ・ネルソン vs.  ブレンダン・ショーブ ×
1R 3:45 KO（右ストレート）
※ネルソンがトーナメント優勝。

### 各賞
ファイト・オブ・ザ・ナイト： フランク・エドガー vs. マット・ヴィーチ
ノックアウト・オブ・ザ・ナイト： ロイ・ネルソン
サブミッション・オブ・ザ・ナイト： マーク・ボーチェック
各選手にはボーナスとして25,000ドルが支給された。